# 札幌市立豊園小学校
札幌市立豊園小学校（さっぽろしりつ とよぞのしょうがっこう）は、北海道札幌市豊平区美園1条4丁目にある市立小学校。
校木はスズカケノキであり、校庭に植樹されている。そのスズカケノキが、豊園小学校のシンボルマーク「すずかけくん」になっている。このことに由来する特別支援学級「すずかけ学級」が2014年に開級。
卒業生の進学先は主に 札幌市立月寒中学校、札幌市立日章中学校。

## 沿革
- - 昭和34年３月 豊平町議会において、「仮称東美園小学校」の新築を可決する
  - 同年8月 初代藤澤利祥校長、および職員14名発令

　　　　　　 月寒、美園両小学校より587名の児童を迎え、12学級でスタートする 
- - 同年10月 開校記念式典を行い、校歌を発表する

　　　　　　 10月11日を開校記念日とする 
- - 昭和36年５月 豊平町と札幌市の合併により、「札幌市立豊園小学校」となる
  - 昭和39年10月 開校5周年記念研究大会ならびに記念式典開催
  - 昭和41年４月 第2代校長福岡博着任
  - 昭和44年４月 第3代校長西口孝二着任

　　同年10月 開校10周年記念研究大会ならびに記念式典開催 
- - 昭和48年４月 第4代校長宇野義男着任
  - 昭和52年４月 第5代校長小堀俊雄着任
  - 昭和54年10月 開校20周年を祝う会開催
  - 昭和55年４月 第6代校長　井内利道　着任
  - 昭和58年４月 第7代校長　遠藤久男　着任
  - 昭和59年１月 新校舎ならびに体育館落成
  - 昭和61年４月 第8代校長　高柳晃　着任
  - 平成元年２月 開校30周年記念研究実践発表会開催

　　同年４月 第9代校長　荒谷高吉　着任 
　　同年10月 開校30周年記念式典開催 
- - 平成３年４月 第10代校長　串馬龍男　着任
  - 平成５年４月 第11代校長　今井信義　着任
  - 平成７年４月 第12代校長　梶浦滉　着任
  - 平成９年４月 第13代校長　表孝光　着任
  - 平成11年２月 コンピュータ室完成

　　同年10月 開校40周年記念式典ならびに祝う会開催 
- - 平成12年2月 開校40周年教育実践発表会開催

　　同年４月 第14代校長　灘本勝　着任 
- - 平成14年5月 新教育目標制定

　　同年11月 学校ホームページ開設 
- - 平成15年 4月 第15代校長　佐々木幸則　着任
  - 平成19年 4月 第16代校長　金田隆史　着任
  - 平成20年 4月 第17代校長　庄子秀嗣　着任
  - 平成21年 10月 開校50周年記念式典開催
  - 平成22年 10月 開校50周年記念教育実践発表会開催
  - 平成24年 4月 第18代校長　山脇栄　着任
  - 平成26年 4月 すずかけ学級　開級
  - 平成27年 4月 第19代校長　中野正毅　着任
  - 平成27年 7月 第6回教育実践発表会開催
  - 平成30年 4月 第20代校長　木村まどか　着任
  - 平成30年 10月 開校60周年記念式典ならびに祝う会開催
  - 平成31年 7月 開校60周年記念教育実践発表会開催
  - 令和 3年  4月 第21代校長　能登貴章　着任
  - 令和 5年  4月 第22代校長　平野　着任

## 通学区域
- 札幌市白石区
  - 東札幌1条4丁目（一部）、東札幌1条5丁目、東札幌1条6丁目
- 札幌市豊平区
  - 美園1条1丁目 - 8丁目、美園2条1丁目 - 8丁目、美園3条1丁目（一部）、美園3条2丁目（一部）、美園3条3丁目（一部）、美園3条4丁目 - 8丁目、美園4条4丁目 - 8丁目
  - 月寒中央通1丁目（一部）、月寒中央通2丁目（一部）
  - 月寒東1条1丁目、月寒東1条2丁目、月寒東2条1丁目、月寒東2条2丁目

## 主な年間行事
- 4月 - 着任式、始業式、入学式
- 5月 - 運動会
- 7月 - 1学期終業式、夏季休業
- 8月 - 2学期始業式
- 9月 - 前期通知表配布
- 12月 - 2学期終業式、冬季休業
- 1月 - 3学期始業式
- 2月 -後期通知表配布
- 3月 - 卒業証書授与式、離任式、修了式

### その他
- 遠足
- 現地学習
- 学習発表会
- 宿泊学習 (5年生)
- 修学旅行 (6年生)